# Соуза де Алмейда, Абнер
А́бнер Фели́пе Со́уза де Алме́йда (порт. Abner Felipe Souza de Almeida; 30 мая 1996, Лондрина) — бразильский футболист, защитник клуба «РВДМ47».

## Биография
Абнер начинал свою карьеру в родной Бразилии, его первым клубом был скромный ПТСЦ, а позднее он перебрался в более именитую «Коритибу». Он провёл только один матч чемпионата за эту команду. В сезоне 2014/15 молодой игрок присоединился к «Кастилье».
В составе юношеской сборной игрок принимал участие на юношеском чемпионате мира по футболу 2013. За молодёжную сборную Бразилии Абнер дебютировал в 2013 году, провёл четыре встречи.